# Trophée européen féminin de rugby à XV 2009
Navigation
Trophée européen féminin 2008 Trophée européen féminin 2010
Le Trophée européen féminin de rugby à XV 2009 se déroule du 17 mai au 23 mai 2009 en Suède.
Ce tournoi a la particularité de qualifier les deux meilleures équipes pour la Coupe du monde féminine de rugby à XV 2010.
La Suède et l'Écosse obtiennent leur billet pour la Coupe du monde féminine de rugby à XV 2010.

## Participants
Huit équipes participent à cette édition. Les équipes d'Angleterre, de France, du pays de Galles et d'Irlande ont obtenu leur qualification en occupant les quatre premières places du Tournoi des Six Nations féminin 2009. Les équipes de l'Écosse et de l'Italie participent donc à ce tournoi qualificatif ainsi que les équipes d'Allemagne, de la Belgique, de l'Espagne, des Pays-Bas, de la Russie et de la Suède. Les huit équipes sont réparties dans deux poules :
| Poule 1 - Belgique - Écosse - Pays-Bas - Russie | Poule 2 - Allemagne - Espagne - Italie - Suède |  |

## Poule 1
| Rang | Club     | J | V | N | D | Pm  | Pe  | Diff | Pts |
| ---- | -------- | - | - | - | - | --- | --- | ---- | --- |
| 1    | Écosse   | 3 | 3 | 0 | 0 | 193 | 18  | +175 | 9   |
| 2    | Pays-Bas | 3 | 2 | 0 | 1 | 152 | 38  | +114 | 7   |
| 3    | Russie T | 3 | 1 | 0 | 2 | 29  | 139 | -110 | 5   |
| 4    | Belgique | 3 | 0 | 0 | 3 | 11  | 200 | -189 | 3   |

| 17 mai 2009 13h00 | Écosse | 84 - 0 (55 - 0) | Russie | Enköping Arbitre : Andrea Ttofa |
| 17 mai 2009 13h00 | Essai(s) : D'Silva (3e, 55e), Kennedy (9e), Steven (13e), Brown (19e, 60e), Griffith (25e), Millard (30e, 35e), Blyth (31e), Newton (38e), Fritzpatrick (49e), Kerr (65e), Moffat (70e) Transformation(s) : Gill (9e, 13e, 30e, 36e, 38e, 55e), Dalglish (60e) |                 |        | Enköping Arbitre : Andrea Ttofa |
| 17 mai 2009 13h00 | |                 |        | Enköping Arbitre : Andrea Ttofa |

| 17 mai 2009 15h00 | Pays-Bas | 100 - 0 (43 - 0) | Belgique | Enköping Arbitre : Barbara Guastini |
| 17 mai 2009 15h00 | Essai(s) : Tuinhout (1e), Van Harskamp (4e, 32e, 41e, 43e, 55e, 64e, 67e), Eppink (13e), Haverkorn (16e), Selbeck (20e), Franssen (37e, 54e, 76e), Van Meer (50e), Mavroudis (61e) Transformation(s) : Laros (4e, 16e, 32e, 37e, 43e, 54e, 61e, 64e, 67e, 76e) |                  |          | Enköping Arbitre : Barbara Guastini |
| 17 mai 2009 15h00 | |                  |          | Enköping Arbitre : Barbara Guastini |

| 20 mai 2009 16h00 | Écosse | 71 - 0 (52 - 0) | Belgique | Stockholm Arbitre : Alain Falaise |
| 20 mai 2009 16h00 | Essai(s) : Millard (1e, 13e, 54e, 70e), Kennedy (4e, 17e, 24e), Fritzpatrick (11e), D'Silva (29e, 37e), Evans (68e) Transformation(s) : Gill (1e, 4e, 11e, 13e, 17e, 24e, 54e, 68e) |                 |          | Stockholm Arbitre : Alain Falaise |
| 20 mai 2009 16h00 | |                 |          | Stockholm Arbitre : Alain Falaise |

| 20 mai 2009 18h00 | Pays-Bas | 34 - 0 (17 - 0) | Russie | Stockholm Arbitre : Barbara Guastini |
| 20 mai 2009 18h00 | Essai(s) : Broer (16e), Van Harskamp (24e, 34e, 58e), Tuinhout (54e), Van Rossum (68e) Transformation(s) : Laros (24e, 54e) |                 |        | Stockholm Arbitre : Barbara Guastini |
| 20 mai 2009 18h00 | |                 |        | Stockholm Arbitre : Barbara Guastini |

| 23 mai 2009 13h00 | Écosse | 38 - 18 (17 - 11) | Pays-Bas                                                                                                   | Enköping Arbitre : Jean Pierre Matheu |
| 23 mai 2009 13h00 | Essai(s) : Essai Collectif (25e), Brown (29e), Millard (64e, 67e, 75e) Transformation(s) : Gill (25e, 29e, 64e, 68e, 75e) Pénalité(s) : Gill (7e) |                   | Essai(s) : Van Harskamp (34e), Eppink (78e) Transformation(s) : Laros (78e) Pénalité(s) : Laros (15e, 31e) | Enköping Arbitre : Jean Pierre Matheu |
| 23 mai 2009 13h00 | |                   | | Enköping Arbitre : Jean Pierre Matheu |

| 23 mai 2009 15h00 | Russie | 29 - 11 (19 - 6) | Belgique                                                 | Enköping Arbitre : Paloma Loza |
| 23 mai 2009 15h00 | Essai(s) : Denisova (10e), Guzeva (28e, 45e), Gamova (26e), Salaeva (63e) Transformation(s) : Alexeeva (10e, 28e) |                  | Essai(s) : Sailliez (52e) Pénalité(s) : Paris (21e, 35e) | Enköping Arbitre : Paloma Loza |
| 23 mai 2009 15h00 | |                  |                                                          | Enköping Arbitre : Paloma Loza |

## Poule 2
| Rang | Club      | J | V | N | D | Pm | Pe  | Diff | Pts |
| ---- | --------- | - | - | - | - | -- | --- | ---- | --- |
| 1    | Suède     | 3 | 3 | 0 | 0 | 63 | 28  | +35  | 9   |
| 2    | Espagne   | 3 | 2 | 0 | 1 | 92 | 18  | +74  | 7   |
| 3    | Italie    | 3 | 1 | 0 | 2 | 68 | 28  | +40  | 5   |
| 4    | Allemagne | 3 | 0 | 0 | 3 | 8  | 157 | -149 | 3   |

| 17 mai 2009 14h00 | Italie                                                              | 14 - 16 (6 - 11) | Suède                                                                                | Stockholm Arbitre : Alain Falaise |
| 17 mai 2009 14h00 | Essai(s) : Zangirolami (68e) Pénalité(s) : Schiavon (23e, 29e, 43e) |                  | Essai(s) : Westin-Vines (20e), Lindholm (80e) Pénalité(s) : Andersson-Hall (7e, 13e) | Stockholm Arbitre : Alain Falaise |
| 17 mai 2009 14h00 |                                                                     |                  |                                                                                      | Stockholm Arbitre : Alain Falaise |

| 17 mai 2009 16h00 | Espagne | 74 - 0 (34 - 0) | Allemagne | Stockholm Arbitre : Aoife McCarthy |
| 17 mai 2009 16h00 | Essai(s) : Orrigoro (9e), Pla (23e, 61e, 78e), Rial (27e, 52e, 54e), Medin (29e), Rodriguez (33e), Porras (41e), Llado (64e) Transformation(s) : Llado (24e, 27e, 29e, 42e, 54e, 64e, 78e), Bravo (61e) Pénalité(s) : Llado (1e) |                 |           | Stockholm Arbitre : Aoife McCarthy |
| 17 mai 2009 16h00 | |                 |           | Stockholm Arbitre : Aoife McCarthy |

| 20 mai 2009 16h00 | Italie | 47 - 0 (23 - 0) | Allemagne | Enköping Arbitre : Paloma Loza |
| 20 mai 2009 16h00 | Essai(s) : Peron (24e, 41e), Barbini (29e), Zangirolami (34e), Gai (47e), Sanfilippo (54e), Barattin (57e) Transformation(s) : Schiavon (10e, 41e, 57e) Pénalité(s) : Schiavon (6e, 19e) |                 |           | Enköping Arbitre : Paloma Loza |
| 20 mai 2009 16h00 | |                 |           | Enköping Arbitre : Paloma Loza |

| 20 mai 2009 18h00 | Suède                                                         | 11 - 6 (3 - 3) | Espagne                        | Enköping Arbitre : Aoife McCarthy |
| 20 mai 2009 18h00 | Essai(s) : Lind (73e) Pénalité(s) : Andersson-Hall (15e, 52e) |                | Pénalité(s) : Bravo (40e, 43e) | Enköping Arbitre : Aoife McCarthy |
| 20 mai 2009 18h00 |                                                               |                |                                | Enköping Arbitre : Aoife McCarthy |

| 23 mai 2009 13h00 | Espagne                                                                    | 12 - 7 (12 - 0) | Italie                                                      | Stockholm Arbitre : Andrea Ttofa |
| 23 mai 2009 13h00 | Essai(s) : Rodriguez (10e), Pocurull (26e) Transformation(s) : Llado (26e) |                 | Essai(s) : Pizzati (56e) Transformation(s) : Schiavon (56e) | Stockholm Arbitre : Andrea Ttofa |
| 23 mai 2009 13h00 |                                                                            |                 |                                                             | Stockholm Arbitre : Andrea Ttofa |

| 23 mai 2009 18h30 | Suède | 36 - 8 (19 - 5) | Allemagne                                        | Stockholm Arbitre : Aoife McCarthy |
| 23 mai 2009 18h30 | Essai(s) : Westin-Vines (8e, 35e, 47e, 80e), Berntsson (28e), Lahti (53e) Transformation(s) : Andersson-Hall (8e), Anderson (28e, 80e) |                 | Essai(s) : Appel (32e) Pénalité(s) : Appel (43e) | Stockholm Arbitre : Aoife McCarthy |
| 23 mai 2009 18h30 | |                 |                                                  | Stockholm Arbitre : Aoife McCarthy |

## Statistiques

### Meilleures réalisatrices
| no | Nom de la joueuse      | Pays     | Points | Matchs |
| 1  | Kelly Van Harskamp     | Pays-Bas | 55     | 3      |
| 2  | Lucy Millard           | Écosse   | 45     | 3      |
| 3  | Sarah Gill             | Écosse   | 37     | 3      |
| 4  | Loraine Laros          | Pays-Bas | 32     | 3      |
| 5  | Laura Llado            | Espagne  | 26     | 3      |
| 6  | Charlotta Westin-Vines | Suède    | 25     | 3      |

### Meilleures marqueuses
| no | Nom de la joueuse      | Pays     | Essais | Matchs |
| 1  | Kelly Van Harskamp     | Pays-Bas | 11     | 3      |
| 2  | Lucy Millard           | Écosse   | 9      | 3      |
| 3  | Charlotta Westin-Vines | Suède    | 5      | 3      |
| 4  | Donna Kennedy          | Écosse   | 4      | 3      |
| -  | Veronica Schiavon      | Italie   | 4      | 3      |